# 共产恐怖主义
共产恐怖主義（英語：Communist terrorism）又称红色恐怖主义。该两词具有强烈的政治立场和色彩。该词来源之一是1919年在德国出版的Terrorismus und Kommunismus（《恐怖主义和共产主义》，作者考茨基）。该词是指信仰共产主义的实施者對非武装人员的有组织暴力行為，以期推進共產主義運動的政治目標。其中一些是针对非武装人员的直接恐怖襲擊，例如德国的紅軍派；另外一些则是共产主义国家发动的，具有明显政治色彩的国家恐怖主义，比如朝鲜针对南韩发动的一系列袭击。反对中国共产党的人士倾向于将中国的政治动荡，以及其他一些自称具有毛澤東思想的政治組織（例如秘鲁共产党 (光辉道路)、新人民軍、哥倫比亞革命武裝力量、印度共產黨（毛主義）及尼泊尔联合共产党）的政治行為认定为「共产党恐怖主义」。 （页面存档备份，存于）

## 典型歷史事件

### 淀號劫機事件
1970年3月31日，九名日本赤軍成員登上由東京飛往福岡的JL351號班機，途中將飛機劫持，聲稱要流亡至朝鮮民主主義人民共和國。被劫的波音727先後在福岡機場和韓國金浦國際機場停靠。其後於4月3日抵達朝鮮美林機場。日本運輸業大臣山村新治郎自願代替其餘人質，機上乘客在福岡和漢城被分別釋放，但機組人員只得隨飛機一同從朝鮮返回日本。在兩天後，山村副大臣和其餘機組人員被釋放。

### 淺間山莊事件
1972年2月19日至2月28日，五名聯合赤軍成員挾持淺間山莊管理人的妻子作人質長達10天。2月28日，警察攻入淺間山莊内拯救人質，死者3人（2名機動隊員，1名民眾），傷者27人（26名隊員、1名報導關系者），5名赤軍被捕，人質全數獲釋。電視直播警察攻入山莊時的情況，當天是有收視率調查以来錄得家庭收視率最高的一天：在人質被救出的一刻，民間放送各台及NHK合共的收視率接近90%。

### 盧德國際機場掃射事件
1972年5月30日，解放巴勒斯坦人民陣線和3名日本赤軍成員在盧德國際機場（現改名為本-古里安國際機場）內的等候區，以Vz.58突擊步槍向機場地勤人員和旅客進行掃射，造成28人罹難與80人受傷（包括恐怖份子）。

### 日本航空404號班機劫機事件
1973年7月20日，日本赤軍和解放巴勒斯坦人民陣線的四名成員在史基浦機場登上了飛往東京的日航班機。這架編號為JA8109的波音747-246B起飛後不久即遭劫持，其後在飛機上層的頭等艙休息室內，劫機者攜帶的一枚手榴彈突然爆炸，一名女性劫機者當場被炸身亡，乘務長受傷。隨後，劫機犯欲將飛機劫持至黎巴嫩貝魯特或敘利亞大馬士革，要求以色列政府釋放盧德國際機場掃射事件的主犯岡本公三，但黎、敘兩國都拒絕了這一請求，飛機只好迫降在杜拜國際機場。當時以色列政府拒絕釋放岡本公三，飛機在杜拜機場停靠了三天之後又飛往大馬士革，補充燃料後飛往利比亞班加西。飛機被劫89小時後，機上的144人被釋放，飛機被劫機者炸毀。

### 拉裕事件
1974年1月31日，日本赤军和解放巴勒斯坦人民阵线的四名恐怖分子袭击了位于新加坡毛廣岛的壳牌炼油廠，随即劫持了拉裕号驳船及五名人质。之后，恐怖分子开始与海警谈判，当天夜间两名人质跳船而逃。数日后，劫船者以派“保证人”与四人一同乘机赴科威特为条件同意释放人质，这引发了日本驻科威特大使馆占领事件。

### 紅色高棉
波爾布特率領赤柬黨人一度推翻了曾經發動政變篡奪西哈努克的柬埔寨王國之朗諾政權，而波爾布特也是毛思想的忠實奉行者，強制金邊民眾上山下鄉接受改造，並屠殺僧侶、知識分子等被視為「反革命份子」或「通敵者」的赤柬敵人。其中最慘絕人寰的就是S-21集中營，如同斯大林時期的古拉格一樣屠殺許多被赤柬當局視為國家敵人的囚犯。最後赤柬政權在柬越戰爭中遭入侵的越南軍隊推翻，西哈努克在中国的帮助下才得以回國重建柬埔寨王國；而赤柬領袖如波爾布特、農謝、宋先、英薩利等人遭到國際法庭以反人類罪名審判。

### 德意志之秋
1977年4月7日，西德联邦总检察长西格弗里德－布巴克在卡尔斯鲁厄遭枪击。左翼极端组织红军派随即表示，布巴克遭枪击是该组织所为。而这起血案只是一系列恐怖袭击事件的开始。从那以后，前红军派令西德胆战心惊长达数月之久，使西德陷入截至那时最严重的恐惧危机之中。其后这段日子被以“德意志之秋”载入史册。

### 日本航空472號班機劫機事件
1977年9月28日，472號班機從巴黎起飛，目的地是東京羽田機場。班機在印度孟買暫時停靠，接著從孟買起飛不久後，5名隸屬於日本赤軍的恐怖份子劫持了班機，並下令機師將班機飛往孟加拉人民共和國的首都達卡。到了達卡，5名恐怖份子宣布機上的旅客和機組人員成為人質，並要求600萬美元的贖金、釋放其他被監禁的日本赤軍成員。同年10月1日，時任日本首相福田赳夫代表日本政府宣布同意劫機客的要求，並強調“人的生命大於地球”這個原則。不久後，有6名在之前因故而被監禁的日本赤軍成員獲釋，贖金也及時交出。 10月2日，日本航空的人員帶著贖金和6名被釋放的赤軍成員至達卡與劫機客交涉，不久後劫機客釋放了118名乘客和機組人員。 10月3日，該班機飛往科威特市和大馬士革，在兩處共釋放了11名人質。最後，班機飛至阿爾及利亞，並在當局的戒護下，剩餘人質全部獲釋。

### 马来西亚航空653号班机空难
马来西亚航空653号班机，是一架波音737-2H6，在1977年12月4日遭到日本赤军劫机，并于马来西亚柔佛州丹绒古邦坠毁。这是马来西亚航空首宗导致人员伤亡的事件，机上93名乘客和7名机员无一幸免。马来西亚航空653号班机到达巡航高度后不久就被劫持，劫持原因和坠毁的过程到现在仍是未解开的谜团。

### 仰光爆炸事件
1983年韩国總統全斗煥執政期間，曾出訪緬甸前首都仰光為汉城奧運會造勢，但朝鲜特工已經得知此情報並對全斗煥與隨行韩国高官和隨扈發動炸彈攻擊，部分韩国高幹和隨扈在此事件中死亡，而全斗煥雖有受傷但幸免於難。

### 大韩航空858号班机空难
1987年11月29日14时05分，大韩航空858号班机在安达曼海上空突然发生爆炸，机上104名乘客和11名机组人员全部遇难。根据抓获的嫌疑犯，一名年仅26岁的女性金贤姬供述，她和她的搭档，在被逮捕时自杀身亡的70岁的金胜一将一颗定时炸弹放置于这架飞机的行李架内，爆炸时间定为九小时后。随后两嫌疑人在中途下了飞机。她还供述，她与她的搭档都是朝鲜的特工，他们进行这次行动的目的在于阻止韩国举办1988年汉城奥运会。

### 2010年丹德瓦达巴士爆炸
2010年5月17日发生于印度恰蒂斯加尔邦，巴士在距丹德瓦达50公里远的地方触发地雷。报道的死亡人数从31至44，其中包括几名特别警务人员和平民。这是针对民用公交车的第一次纳萨尔派袭击。袭击事件发生在丹德瓦达见证了有史以来最严重的对中央后备警察部队的屠杀一个月后，当时有76人在2010年4月的丹德瓦达袭击中死亡。

## 其它共产恐怖主义事件

### 文化大革命

#### 文革红八月
在中華人民共和國，“红色恐怖”一般特指文化大革命时期，从1966年夏天的“红八月”开始，红卫兵普遍盛行暴力武鬥（批鬥、抄家、打人）时为武鬥合理性辩护、叫好的口号。北京市6中后院首都红卫兵纠察队西城区分队（简称“西纠”）私设“劳改所”的刑讯室曾书写过用人血涂抹的“红色恐怖万岁”标语。虽然这种情况貌似个别存在，却典型地反映出红卫兵文化的特征，也呼应了把人划分为革命与反革命、人民与牛鬼蛇神的阶级斗争官方意识形态，使其获得极端化表达。
中共中央主席毛泽东与红卫兵宋彬彬“要武嘛”的著名对话（1966年8月18日）强烈暗示了暴力的革命性、合法性。同时毛泽东《湖南农民运动的考察报告》中的一段话“革命不是请客吃饭，不是做文章，不是绘画绣花，不能那样雅致，那样从容不迫，文质彬彬，那样温良恭儉让。革命就是暴动，是一个阶级推翻一个阶级的暴烈的行动”被谱写成“毛主席语录歌”广为传唱。既从感性上怂恿人们崇尚暴力，更为暴力的施行提供了历史和理论的阐述，毛泽东8月22日批准名为《严禁出动警察镇压革命学生运动》的文件，更让全国警察都对红卫兵行凶打人杀人容忍默许。
与此对应的现实是，打人从校园里的打老师开始，批判资产阶级学术权威（并学术界推广到各行各业的权威）的戴高帽挂黑牌，到与破四旧偕行的抄家打人，批斗走资派。据旅美学者丁抒的估计，文革初期被打死的约在10万左右（官方统计说是北京市被打死1700余人），因不能忍受屈辱、毒打而自杀的有20万。其时红袖章、红旗、红宝书、红海洋盛行，红色作为革命象征已经被泛化到社会生活的方方面面，连打人这样的野蛮行为也被冠以“红色恐怖万岁”的名称，给予正义性、诗意化的豪迈修饰。在革命的名义下，生命的尊严、价值被肆意贬低、轻蔑，乃至彻底否定。

#### 文革屠杀及武斗
更加极端的例子是北京市大兴县“大兴事件”（1966年）、湖南零陵地区道县“道县事件”（1967年）对黑五类灭门的事件。大兴事件中，从8月27日至9月1日，县内13个公社（最突出的大辛庄公社杀了近100人）、48个大队（最突出的黎明大队杀了60多人）先后杀害了325人，最大的80岁，最小的38天，有22户人家被杀绝。湖南道县在60多天里动用了武装部和公安、基干民兵等组织力量，甚至成立了派性组织的“贫下中农最高法院”；杀死4193人（零陵地区全境杀死7696人），年纪最大的78岁，最小的10天。其手段有从刀枪、棒打、绳勒到沉水、火烧、活埋等10种。1968年7、8月广西宾阳县由县革委到区、公社逐级动员安排，使全县的23种人（地主分子、富农分子、反革命分子、坏分子、右派分子，国民党区分部书记、三青团骨干、保长、镇长、警长、宪兵、反动会道门、劳改释放人员、劳动教养释放人员、劳改就业人员、劳教就业人员、投机倒把分子、被杀、被关和外逃反革命分子坚持反动立场的家属）有3951人被打死或被逼致死，总之文革期间发生了各种无政府主义的野蛮暴行和混乱中以剥夺他人人权满足自己欲望的行径。
相对说来，发生于1966年的西纠和大兴县事件对贯穿文革全过程的暴力行为更具有普遍性（日常性），而发生于武鬥高潮的湖南道县、广西宾阳县事件阶段性特征（派性冲突）较突出。

### 六四事件
六四事件指1989年6月3日晚间至6月4日凌晨，中国共产党中央军事委员会派遣中国人民解放军至北京市的天安门广场，并在附近和试图阻拦部队的民众发生流血冲突。广义的六四事件则指自1989年4月开始，由高校学生在北京市天安门广场发起、为期2个月的学生运动；之后获得民众广泛的支持，并扩张成为全国性示威活动。不过以保守派为首的党政高层最后决定实行戒严，并派遣军队予以清场。在造成许多民众死伤和部分军人伤亡后，示威活动宣告结束。
中共通常称以“一九八九年政治风波”，中共承认发生流血事件，但认为六四运动是对社会暴乱的军事化处理。六四事件三十週年前夕，中国国防部长魏凤和参加香格里拉对话时表示：“六四事件是一场风波和动乱，中央采取果断措施，制止和平息了这场动乱，是正确决定，正因此才能保持国内稳定。中国在之後三十年间，在共产党领导下发生了翻天覆地的变化”。
许多人士（尤其在中国大陆以外）对中国政府的官方解释持相当的怀疑态度。现时，对于六四时间的死亡人数、社会影响等存在各种不同的说法，信息杂冗、真假莫辨。对死亡数字的估计从上百人至数千人不等，对天安门广场是否发生流血事件亦众说纷纭。流亡学生运动领袖如柴玲、吾尔开希、法轮功人士，以及其他对中国抱有不良观感的人士，倾向于认同更大的死亡数字和更加严重的社会不良影响。中国大陆的一般民众则倾向于认为六四事件是政府出于维持政权稳定的武装镇压，一般对此持中性态度，或由于消息封锁而处于不知情的状态。

### 六七暴動
香港1967年發生六七暴動，香港親共人士在當時社会引發暴亂，社会出現暴乱情況及恐怖主义的恐慌，最終遭到港英政府的鎮壓。
香港親共人士受到中国大陆文化大革命極端思想和澳門親共人士在1966年發動一二·三事件的鼓舞，發動了反對港英政府的暴動，除了散發傳單煽動學生罷課、商人罷市及勞工罷工外，更攻擊了英國官署和警察機關；最少造成包括十名警員殉職几十名工人死难在內的51人死亡，包括212名警員在內的802人受傷。最終1,936人被檢控，涉及1,167個炸彈，當中包括後來出任民政事務局局長的曾德成，就是有份參與的學運成員。

### 青瓦台事件
1968年朝鲜武裝特工潛入汉城（今称首尔）的韓國總統官邸青瓦台，欲刺殺當時的韓国總統朴正熙；朝鲜特工雖然換上了青瓦台警衛的服裝得以滲透到青瓦台外部防線，但最後仍因為其的鞋子与青瓦台警衛有所不同而遭到識破，朝鲜特工因此跟青瓦台警衛爆發了衝突，最後北韓的暗殺行动失敗收場。特工最終全部被處決。6年後，1974年8月15日，朴正熙總統夫人陸英修同樣遭朝鲜特工刺殺身亡。

### 馬來亞共產黨
馬來亞共產黨是一個位於馬來西亞的毛派武裝團體，曾在1950至1960年代發動了反抗英國殖民當局及獨立后的馬來西亞當局的武裝恐怖活動，馬共在馬來西亞及新加坡皆有活動，在1974年中華人民共和國先後和馬來西亞及泰國建立外交關係後，宣布不再輸出革命，1982年遭泰國政府全面鎮壓，禁止活動。1989年，在六四事件後及東歐劇變的大環境下，馬共在泰國政府的見證下與大馬政府達成和平協議，放下武器和平解散。

### 新疆种族灭绝指控
中共中央总书记习近平领导下的中共中央建设新疆再教育营。人权观察人士及专家指控新疆再教育营中存在语言及文化清洗，报道称再教育营破坏了维吾尔族等民族的伊斯兰信仰，强迫他们唱红歌、吃猪肉、喝酒，拒绝照做的人会被罚禁食、坐老虎凳以及不让睡觉等。据报道，再教育营内还发生了强制分离孩童父母等行为，一些妇女表示曾被迫接受绝育手术、否则就会被送到集中营，有学者形容其为“人口灭绝”或“种族灭绝”。